# Andres Avelino Caceres Dorregaray (distrito)
Andres Avelino Caceres Dorregaray é um distrito do Peru, na região de Aiacucho, na província de Huamanga.

## Transporte
O distrito de Andres Avelino Caceres Dorregaray não é servido pelo sistema de estradas terrestres do Peru.